# 米特羅波利斯 (內華達州)
米特羅波利斯（英語：Metropolis）是位於美國內華達州埃爾科縣的鬼鎮。

## 歷史
米特羅波利斯的郵局於1911年設立，其後於1942年停運。

## 地理
米特羅波利斯所處的海拔為高於海平面1980米（即6496英呎），而該地所採用的時區為UTC-8，即太平洋时区（PST）。同時該地設有夏令時間，為UTC-8調快一小時，即UTC-7（PDT）。